# Bond van Sociaal-Democratische Vrouwenclubs
De Nederlandse Bond van Sociaal-Democratische Vrouwenclubs (BSDVC) werd op 18 april 1908 opgericht door onder anderen de feministen Mathilde Wibaut, Carry Pothuis-Smit en Henriëtte van der Mey. Deze bond vormde een samenwerkingsverband tussen verschillende vrouwenclubs over heel Nederland.

## Oprichting
De Bond van Sociaal-Democratische Vrouwenclubs kwam voort uit de Amsterdamse Sociaal-Democratische Vrouwenpropagandaclub (SDVC), die in 1905 werd opgericht. Dit was het initiatief van een aantal vrouwelijke leden van de Sociaal-Democratische Arbeiderspartij (SDAP), onder wie Mathilde Wibaut, Carry Pothuis-Smit, Henriëtte van der Mey en Liede Tilanus. Zij vonden dat de SDAP zich in theorie wel bezighield met vrouwenbelangen, maar in de praktijk bleven de initiatieven vaak uit. Om die reden was Mathilde Wibaut van mening dat vrouwen voor zichzelf moesten opkomen en dat hier een aparte vrouwenorganisatie voor nodig was binnen het SDAP. De uitspraak dat partijgenoten van de SDAP "het socialisme aan de kapstok hingen als ze hun woning binnentraden" was dan ook van haar afkomstig. Volgens haar bleven haar partijgenoten te vaak hangen aan het toenemende ideaal van het 'burgerlijk huwelijk', waarbij de man buitenshuis werkte en de vrouw voornamelijk binnenshuis verbleef. Hier moest verandering in komen en deze aparte vrouwenorganisatie binnen het SDAP zou hierbij helpen. Om die reden waren de belangrijkste speerpunten van deze Amsterdamse vrouwenpropagandaclub naast vrouwenkiesrecht vooral ook de financiële zelfstandigheid van arbeidersvrouwen, onderwijs voor arbeidersvrouwen en seksuele autonomie van vrouwen. Al snel zou deze club gaan samenwerken met andere vrouwenclubs die op verschillende plaatsen in Nederland ontstaan waren. Zij verenigden hun krachten in een officieel samenwerkingsverband dat vanaf 1908 onder de naam Bond van Sociaal-Democratische Vrouwenclubs zou opereren.

## Organisatie
Vanaf het begin van de oprichting van de BSDVC in 1908 tot 1935 was Mathilde Wibaut voorzitster van deze bond. Tijdens haar voorzitterschap groeide de bond van twaalf afdelingen met ongeveer zeshonderd leden in 1908 tot 206 afdelingen met ruim 12.500 leden in 1935. Een belangrijk orgaan van deze bond was daarnaast het speciaal op vrouwen gerichte propagandablad De Proletarische Vrouw, dat in 1905 vanuit de SDVC door Carry Pothuis-Smit was opgezet. Onder haar redacteurschap groeide De Proletarische Vrouw uit tot een populair blad. Zo groeide het aantal abonnees van dit blad van 2.000 abonnees in 1908 tot meer dan 28.000 abonnees in 1940. Ook het totale percentage van vrouwelijke leden van de SDAP nam aan het begin van deze periode toe van 10% tot 32,5%. Hiermee probeerde de BSDVC een zelfstandige positie binnen de SDAP te verwerven, maar al snel bleek dat het vaak veel moeite kostte om binnen de partij een meerderheid voor hun standpunten omtrent vrouwenarbeid en vrouwenkiesrecht te krijgen. Het zou dan ook tot 1914 duren voordat de BSDVC als zelfstandige partijorganisatie door de SDAP zou worden erkend.
Belangrijke thema's van de bond waren het recht op betaald werk voor (gehuwde) vrouwen en meer (financiële) waardering voor het moederschap. Echter, gedurende de jaren dertig van de twintigste eeuw verschoof de nadruk van de BSDVC ook naar andere thema's, zoals het antimilitarisme. De BSDVC werkte daarom veel samen met vrouwenorganisaties die zich voor verschillende thema's inzetten, zoals de Internationale Vrouwenbond voor Vrede en Vrijheid. Uiteindelijk zou de BSDVC zich vlak voor de Tweede Wereldoorlog opheffen. Kort na de Tweede Wereldoorlog zou de bond zich weer herstellen en zich voortzetten onder de naam De Vrouwenbond als onderdeel van de in 1946 opgerichte Partij van de Arbeid (PvdA). In de jaren die zouden volgen, veranderde deze bond regelmatig van naam. Zo veranderde deze vrouwenorganisatie van de PvdA in 1969 haar naam in het Vrouwenkontakt en in 1975 in Rooie Vrouwen in de PvdA. In 1995 zou er uiteindelijk een einde komen aan het zelfstandig bestaan van deze vrouwenorganisatie binnen de PvdA. De belangrijkste reden hiervoor was dat het streven naar een grotere deelname van vrouwen aan de partijpolitiek een zaak was voor de hele organisatie en niet alleen voor de aparte vrouwenorganisatie binnen de PvdA. Om die reden werd besloten om de Rooie Vrouwen op te heffen en hiervoor in de plaats een partijcommissie op te richten die zich met de positie van vrouwen zou gaan bezighouden.

## Belangrijkste bestuursleden
- Mathilde Wibaut (voorzitster)
- Liede Tilanus (secretaris)
- Carry Pothuis-Smit (hoofdredactrice van De Proletarische Vrouw)
- Henriëtte van der Mey
- Mies Bloch (secretaresse)
- Liesbeth Ribbius Peletier (secretaris-penningmeester van het hoofdbestuur)

## Erfenis
Het werd voor sommige vrouwen financieel gezien steeds lastiger om aanwezig te kunnen zijn op bijeenkomsten van de BSDVC. Om die reden werd in 1933 ter gelegenheid van het vijfentwintigjarig voorzitterschap van Mathilde Wibaut het Thiele Wibautfonds opgericht. Dit fonds voorziet vrouwen tot de dag van vandaag een tegemoetkoming in hoge reiskosten voor bijeenkomsten die de sociaaldemocratische vrouwenorganisatie geeft.
Arbeiders Jeugd Centrale · De Arbeiderspers · Bond van Sociaal-Democratische Vrouwenclubs · De Centrale · Nederlands Verbond van Vakverenigingen · IVAO / Nivon · SDAP / PvdA · VARA · Het Volk / Het Vrije Volk · Voorwaarts · Vrij Nederland · De Zaaier